# ペイン・フィールド
ペイン・フィールド (Paine Field、IATA：PAE、ICAO：KPAE、FAA：PAE) あるいはスノホミッシュ郡空港（スノホミッシュぐんくうこう、英：Snohomish County Airport）と呼ばれる空港は、アメリカ合衆国ワシントン州スノホミッシュ郡に位置する国際空港である。敷地面積は1,315エーカー (532ヘクタール)。

## 概説
ペイン・フィールドには、16R/34L、16L/34R、11/29の3本の滑走路がある。長さ9,010フィート (2,746m) の16R/34Lはほとんどの航空機の離着陸に適しており、舗装状態は良好である。長さ3,004フィート (916m) の16L/34Rは小型機の離着陸にのみ適しており、舗装状態は良好で滑走路中心付近をサミット（頂点）とする拝み勾配となっている。長さ4,504フィート (1,373m) の11/29は離着陸には使用されておらず、その一部をボーイングが賃貸し、部分的に完成したボーイング787を駐機している。
空港には航空機の格納庫が456個あり、うち326個が郡からのリースで、130個はマンション格納庫 (condominium hangars) である。
空港はボーイングのワイドボディ機747、767、777、787を組み立てているエバレット工場に隣接している。
空港にはチヌーク・フライト・シミュレーションズ、リーガル・エア、ノースウェイ・アヴィエーション、エバレット・ヘリコプターの4つの航空学校があり、飛行練習に人気の空港となっている。また、多数の飛行クラブも存在している。
連邦航空局が運用する管制塔は、太平洋標準時（サマータイム期間中は太平洋夏時間）の7時から21時までの間のみ稼働している。管制塔の運用中は、滑走路16R/34Lと16L/34Rの両方が使用されるが、管制塔の運用時間外は、16R/34Lのみの運用となる。

## 歴史

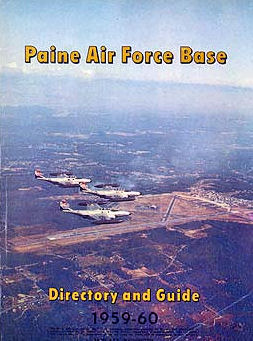
ペイン空軍基地名鑑1959–1960の表紙。カバー写真はペイン・フィールドを北西上空から眺め、F-89 スコーピオン3機の編隊飛行を撮影した物。

ペイン・フィールドは1936年に公共事業促進局プロジェクトの一環として建設された。建設時にはペイン・フィールドを国内10箇所の"スーパー空港" (super airports) の1つとすることで、この地域で新たな雇用と経済成長を生み出すことが期待されていた。
ペイン・フィールドは第二次世界大戦勃発前にパトロール基地、防空基地および戦闘機訓練基地としてアメリカ陸軍航空隊によって使用されるようになり、1942年以降は同隊を統合したアメリカ陸軍航空軍によって使用されるようになった。第二次世界大戦が終了すると空港は軍の手を離れスノホミッシュ郡の所有に移行され始めた。1947年、移行活動がまだ進行中であったため当時のペイン陸軍飛行場の軍事管理はアメリカ陸軍航空軍の後身であるアメリカ空軍に移管され、空港はペイン・フィールドと改名された。スノホミッシュ郡への資産の譲渡は1948年に完了したが、空軍は空港に軍事入居者として様々な防空司令部を維持し続けた。
しかし、スノホミッシュ郡がスーパー空港の継続的な開発の計画を開始する前にアメリカ合衆国は再び武力紛争に巻き込まれた。朝鮮戦争の勃発、ソビエト連邦との対立による冷戦の開幕などが重なり太平洋岸北西部の防衛施設が見直されるようになった。この時ヘンリー・M・ジャクソン下院議員（当時）がスノホミッシュ郡により多くの軍事的施設を存在させることを推奨し、これによりペイン・フィールドは再度軍事基地として使用されるようになった
ペイン・フィールドは1951年にアメリカ空軍の所有に戻りペイン空軍基地に改名され、防空司令部の管轄下に置かれた。郡は空港内のほとんどの商業施設を放棄し、空軍の人員、部隊、資産を収容した。ただし、空港は空軍が管制塔やその他の航空交通管制施設を運営する軍民共用空港となっており、郡は共同使用契約でアラスカ航空などの民間航空会社に対し一部の駐機場をリースしていた。
第二次世界大戦の訓練基地を戦後の空軍の基準にまで引き上げるには重要な軍事施設の建設が必須であった。1951年、ペイン空軍基地の周囲の土地が軍事施設と滑走路の延長用地として割り当てられた。9,000フィートの滑走路 (16/34) は付随する誘導路、恒久的なコンクリート建造物、その他の支援施設とともに建設され、一時的な戦時中の木造建築物を置き換えた。1953年2月16日にアメリカ空軍第529防空隊がペイン空軍基地を本拠地として活動を開始し、1955年にアメリカ空軍第326戦闘隊として再編成されるまで使用を続けていた。

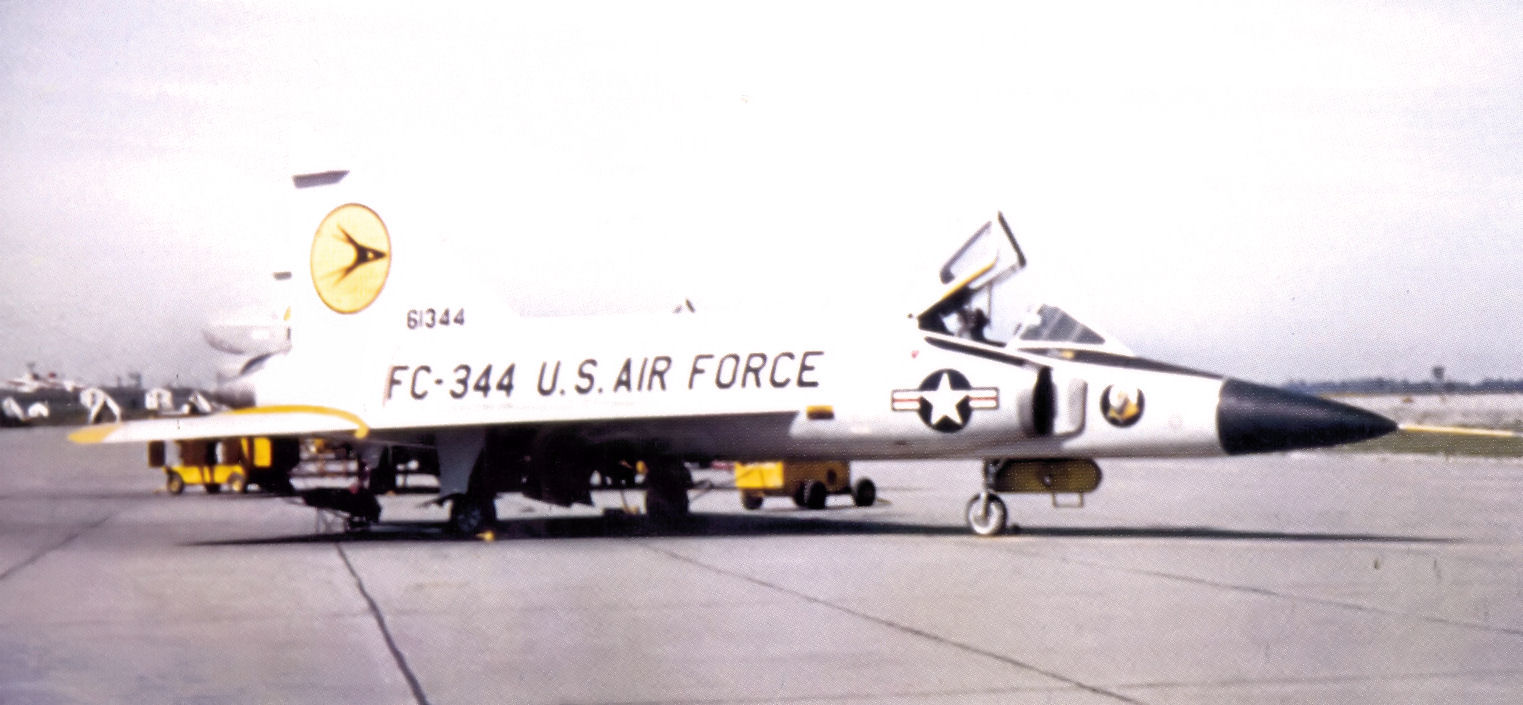
ペイン空軍基地に降り立ったアメリカ空軍第64迎撃中隊のF-102A-75-CO デルタダガー、1960年3月撮影

1951年から1960年代半ばまで、ペイン空軍基地では空軍の様々な迎撃隊と空軍予備役軍団が活動していた。1966年、アメリカ空軍はベトナム戦争による経費削減の一環としてペイン空軍基地を閉鎖することを決定した。当時の司令部であった第57戦闘隊は閉鎖のため作戦を段階的に廃止し、1968年9月30日にペイン空軍基地から撤退した。同日に基地は閉鎖され、ペイン・フィールド/スノホミッシュ郡空港として民間所有の空港となった。今日、ペイン・フィールドに唯一残っているアメリカ空軍の部隊は、ワシントン州空軍州兵の第215作戦部隊のみである。
1960年代、ペイン・フィールドはセンチネル計画において弾道ミサイルを配備する基地の1つとされたが、最終的にセーフガード計画が採用され弾道ミサイル配備は白紙となった。
1966年7月25日、ボーイングは以前のモデルのほぼ2倍の乗客を乗せることができるジェット旅客機、ボーイング747を開発すると発表した。当時世界最大の民間航空機である747を組み立てるため、ボーイングは747規模の大きさの機体を扱うことのできる大きく新しい工場を建設する必要があった。ボーイングはペイン・フィールド北の土地を工場用地に決定し、地方自治体および連邦航空局が工場建設に同意した。工場の建設は1966年8月に開始され、最初の従業員は1967年初頭に到着した。747は1969年2月9日にペイン・フィールドで初飛行を行った。
2005年後半に、フューチャー・オブ・フライト航空センター・アンド・ボーイング・ツアーの建物の建設が終了した。この博物館にはエアバスとボーイングが製造した航空機の部品の展示など航空業界における最新の開発を紹介するギャラリーがあり、ボーイングの工場見学も行うことができる。博物館は2005年12月16日に個人向けに公開され、翌日一般公開された。また、空港の正面には航空博物館がある。更に南にはメッサーシュミット Me262の再生産を行っているメーカーMe 262 Projectが本拠地を構えている。また、実業家のポール・アレンの個人所有機を集めたフライング・ヘリテージ・コレクションには第二次世界大戦中に各国で使用された軍用機が主に収蔵されているほか、飛行可能な状態に復元し展示飛行も行われている。

### 商業飛行

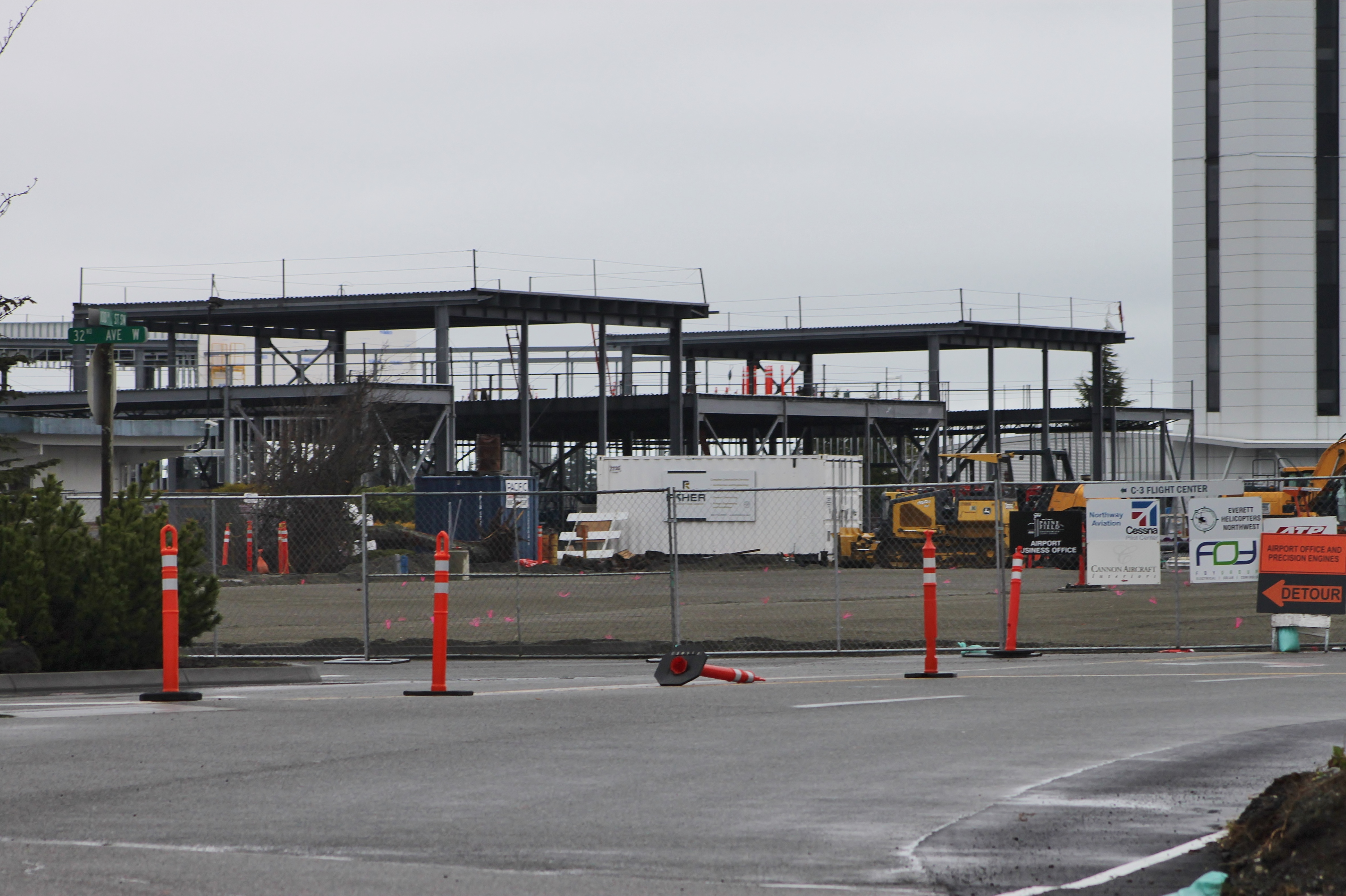
2018年初頭の旅客ターミナル建設風景

ペイン・フィールドにおける商業飛行は非常に物議を醸している。
いくつかの地方自治体は、スノホミッシュ郡およびその構成都市であるブライアー、エドモンズ、リンウッド、マウントレイクテラス、ムキルテオ、ウッドウェイにおける商業飛行に反対する決議を採択した。更に、"コミュニティを救う" (Save Our Communities) と呼ばれる地元住民グループはペイン・フィールドにおける商業飛行に反対する活動を行った。
しかし、空港所有者のスノホミッシュ郡と郡庁所在地のエバレットはペイン・フィールドにおける商業飛行に賛成する決議を採択している。
現在、空港の使用と拡張は1978年 - 1979年の交渉中に作成された仲介役割決定 (Mediated Role Determination、MRD) と呼ばれる合意によって管理されている。MRDは、チャーター旅客便を含む他のタイプの活動を阻止する一方で、ペイン・フィールドの役割をゼネラル・アビエーションおよび航空機製造の空港とすることを推奨している。2005年、スノホミッシュ郡はMRDの審査委員会に文書を送り、そこでMRDを「批准も改訂もすべきではないが、政策文書として廃止すべき」とした。2008年6月、スノホミッシュ郡議会は審査結果を拒否し、1989年、1992年、2001年のようにこの決議でペイン・フィールドにおける商業飛行に対する反対を再表明した。
ペイン・フィールドにおける既存のゼネラル・アビエーションの役割を維持するための郡の役割を再確認し、定期旅客便および貨物便のペイン・フィールドの使用を直接的または間接的に促進するあらゆる行為 (地域間の合意を含む) を阻止するための合法かつ適切な手段を追求する。
Reaffirm our county's commitment to preserving the existing general aviation role of Paine Field, and [to] pursue any and all lawful and appropriate means to discourage any action that would facilitate, directly or indirectly, use of Paine Field for scheduled air passenger service or air cargo service, which may include an interlocal agreement.
スノホミッシュ郡では、商業飛行への反対を反映して航空会社への補助金や商業飛行を開始するにあたって、必要なインフラストラクチャーの建設に掛かる費用の支払いを行わない方針を採用している。
2008年、アレジアント・エアとホライゾン航空がペイン・フィールドへの就航に関心を示し、空港当局に就航許可要請を行った。2008年5月、これを受けてスノホミッシュ郡議会の議長は、就航許可要求に対する反対を表明する書簡をアレジアント・エアに送った。2008年6月、アメリカ連邦航空局は空港当局に手紙を送り、郡がペイン・フィールドの運営にあたって連邦航空局の補助金を受領している以上、商業飛行を禁止することはできないと警告した。郡が商業飛行を完全に禁止した場合、連邦航空規則16条に基づく執行措置のリスクがあった。
空港は、2009年12月にペイン・フィールドでの商業飛行による環境影響を纏めた草案を作成し、パブリックコメントは2010年2月5日に終了した。草案に関する意見を求めて開かれた会議では、ペイン・フィールドでの商業飛行に反対する者が圧倒的であった。2012年12月4日、連邦航空局は騒音や交通量を大幅に増やすことなく、民間航空機がペイン・フィールドを離着陸することができると結論付けた。この調査結果は、空港ターミナルビルの建設とともに商業飛行開始への道を切り開いた。
2013年7月15日、アレジアント・エアはペイン・フィールドの空港ターミナルを運営するための郡の条件を拒否した。
2014年6月、ニューヨークに拠点を置くプロペラ・インベストメントがスノホミッシュ郡に対し、ペイン・フィールドのターミナルと駐車場の建設に関する議論を開始するように依頼した。プロペラ・インベストメントは郡から空港の土地を借り受け、ターミナル建設に資金を提供し、テナントの航空会社を見つけるというリスクを負った。2015年3月2日、スノホミッシュ郡はプロペラ・インベストメントに対し、予備設計作業、環境調査を実施し、提案された旅客ターミナルの建設に必要な許可を取得するための3年間のリースオプション契約を承認した。契約においてスノホミッシュ郡は、年間約429,000ドルの土地リース料および空港使用料と駐車場収益の一部を受け取ることと定められた。
2016年3月4日、連邦裁判所はムキルテオおよびその他の地区の市民グループによる、ペイン・フィールドでの商業飛行の禁止を求める控訴を却下した。
運営者のプロペラ・エアポートは早朝と深夜の便を制限し、ムキルテオと近くの住宅地への騒音の影響を減らすことに同意した。
アラスカ航空は、2017年5月にペイン・フィールドに就航することを発表した最初の航空会社であった。アラスカ航空は当初1日9便を運航すると発表した。2018年1月、アラスカ航空はペイン・フィールド発着路線は全て子会社のホライゾン航空がエンブラエル E175を使用して運航することとし、毎日13便を運航すると発表した。2018年11月に運航予定便数が18便に引き上げられた。アラスカ航空は、ラスベガス、ロサンゼルス、オレンジ郡、フェニックス、ポートランド、サンディエゴ、サンフランシスコ、サンノゼなどの西海岸の目的地へのフライトを計画していた。
2017年8月10日、ユナイテッド航空がペイン・フィールド - デンバー、サンフランシスコ間に1日6便を運航すると発表した。
2018年1月25日、サウスウエスト航空はオークランドに3便、ラスベガスに2便の計5便を運航すると発表した。しかし、2018年11月15日にサウスウエスト航空はその決定を覆し、スロットをアラスカ航空に譲渡した。
アラスカ航空とユナイテッド航空の計画を合わせると空港の最初の商用フライトスケジュールでは毎日24便が出発することとなっており、空港管理者が当初計画していた便数よりも50パーセント多くなった。2018年6月、連邦航空局は商業飛行による環境への影響の追加の見直しを開始し、2018年11月から2019年11月までサービスの開始を遅らせた。見直しは2018年9月に完了し、重要な追加の環境影響は検出されなかったため商業飛行を2019年初頭に開始することとなった。
アラスカ航空は2月11日にラスベガスへの式典飛行でサービスを開始する計画を発表し、その後2019年3月12日より1日18便のフルスケジュール運航とする予定であった。2019年1月、アラスカ航空はアメリカ合衆国連邦政府の閉鎖 (2018年-2019年)の影響で政府による就航開始の承認がさらに遅れたため、2019年2月11日から3月4日までの運航を暫定的に延期すると発表した。ペイン・フィールドからの最初のアラスカ航空便は、2019年3月4日午前10時にオークランドへ向け招待客を乗せて出発し、その後ラスベガスとフェニックスへの公共便が続いて出発していった。2019年3月31日、ユナイテッド航空がデンバーとサンフランシスコへの便の運航を開始した。
2019年4月、サン・フアン航空は現在のチャーターサービスに加えてペイン・フィールドからの定期便の運航を開始する計画を発表した。2019年5月1日、サン・フアン島のフライデー・ハーバー空港へ毎日2便、セスナ機を使用しての定期便の運航が開始された。

## 旅客ターミナル

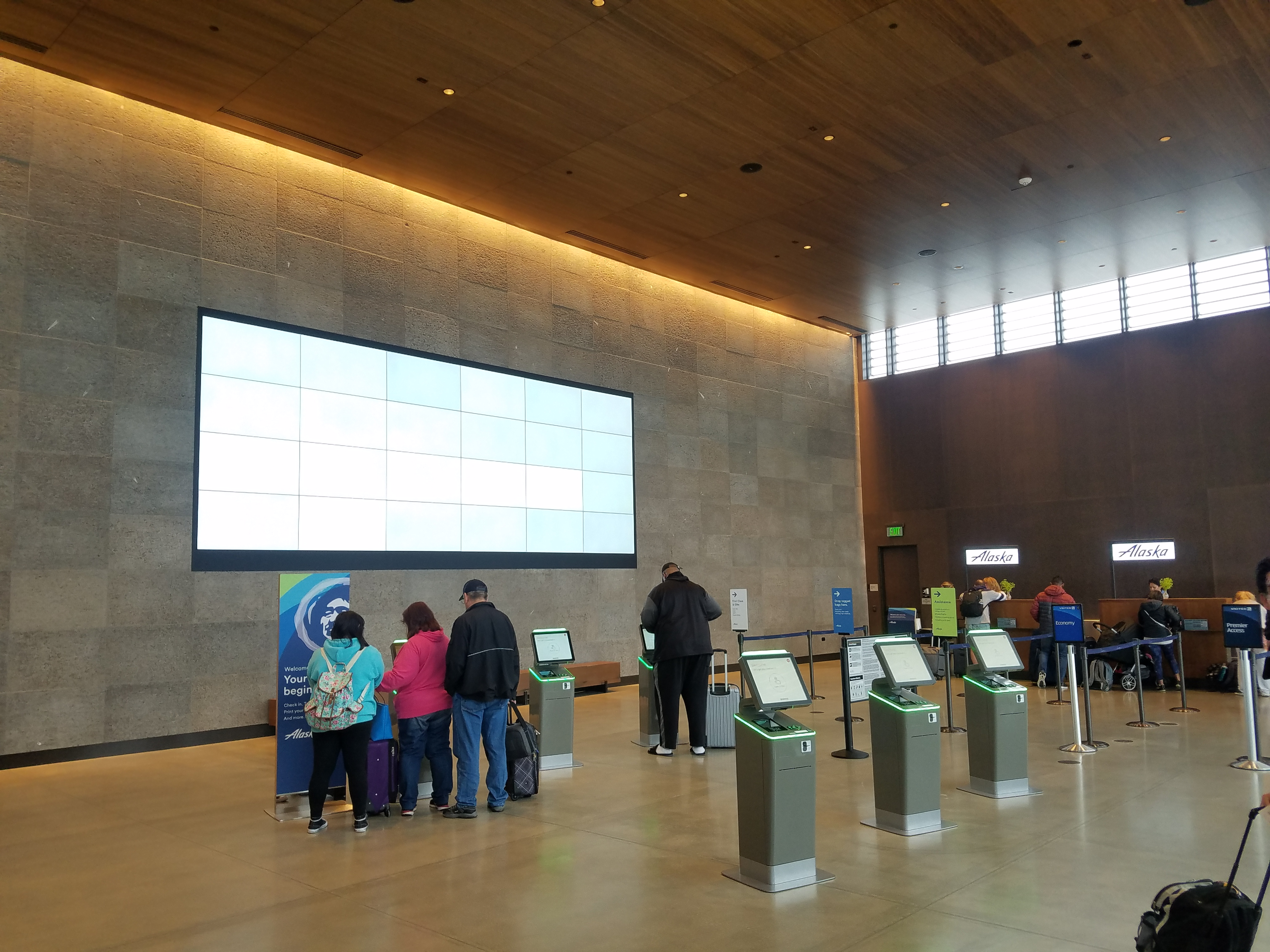
旅客ターミナル出発ホール内部

ペイン・フィールドの旅客ターミナルは空港道路と南西100丁目の交差点付近に位置している。ターミナルには2つのゲートとチェックインエリア、運輸保安庁セキュリティチェックポイント、300席のロビー、コーヒーショップ、バー、ビーチャーズ・ハンドメイド・チーズが運営するフードスタンドがある。ロビーにはペイン・フィールド、アラスカ航空、ユナイテッド航空の歴史を表す航空記念品の展示ケースもある。また、パブリックアートは駐車場や建物外に設置されている。ターミナルには有人駐車場、歩道脇の降車エリア、タクシー乗り場もある。

## 就航路線
2019年5月現在、ペイン・フィールドはアラスカ航空とユナイテッド・エクスプレスおよびサン・フアン航空の出発便28便と到着便28便を扱っている。始発便は6時、最終便は21時5分出発である。

### 旅客便
| 航空会社                   | 就航地 | 出典          |
| -------------------------- | --- | ------------- |
| アラスカ航空 (ASA)         | ラスベガス、ロサンゼルス、オレンジ郡、パーム・スプリングス (2019年11月5日運航開始)、フェニックス/スカイハーバー、ポートランド、サンディエゴ、サンフランシスコ、サンノゼ、スポケーン (2019年11月4日運航開始) | [ 31 ] [ 38 ] |
| サン・フアン航空 (MRR)     | フライデー・ハーバー | [ 41 ]        |
| ユナイテッド・エクスプレス | デンバー、サンフランシスコ | [ 32 ] [ 33 ] |

| 目的地 |
| --- |
| エバレットフライデー・ハーバーラスベガスロサンゼルスオレンジ郡フェニックス/スカイハーバーパーム・スプリングスポートランドサンディエゴサンフランシスコサンノゼスポケーンデンバー ペイン・フィールドからの行き先 · ( 赤) = 通年の目的地 · ( 青) = 就航予定地 |

### 貨物便
| 航空会社             | 就航地                                                                 |
| -------------------- | ---------------------------------------------------------------------- |
| アメリフライト (AMF) | シアトル/ボーイング                                                    |
| アトラス航空 (GTI)   | アンカレッジ、チャールストン、名古屋/中部、ウィチタ/マコーネル空軍基地 |

## 統計

### シェア
| キャリア                          | 旅客数 (出発および到着) |
| --------------------------------- | ----------------------- |
| アラスカ航空 (ホライゾン)         | 224,000(81.08%)         |
| ユナイテッド航空 (スカイウエスト) | 52,270(18.92%)          |

### 繁忙路線
| 順位 | 目的地                                | 旅客数   | キャリア                       |
| ---- | ------------------------------------- | -------- | ------------------------------ |
| 1    | カリフォルニア州ロサンゼルス          | 25,790人 | アラスカ航空                   |
| 2    | カリフォルニア州サンフランシスコ      | 63,510人 | アラスカ航空、ユナイテッド航空 |
| 3    | オレゴン州ポートランド                | 18,470人 | アラスカ航空                   |
| 4    | ネバダ州ラスベガス                    | 15,220人 | アラスカ航空                   |
| 5    | カリフォルニア州サンディエゴ          | 14,400人 | アラスカ航空                   |
| 6    | カリフォルニア州サンノゼ              | 17,770人 | アラスカ航空                   |
| 7    | コロラド州デンバー                    | 11,120人 | ユナイテッド航空               |
| 8    | アリゾナ州フェニックス/スカイハーバー | 14,280人 | アラスカ航空                   |
| 9    | カリフォルニア州オレンジ郡            | 7,000人  | アラスカ航空                   |
| 10   | カリフォルニア州オークランド          | 1,160人  | N/A                            |

## 空港アクセス
ペイン・フィールドの旅客ターミナルは空港道路と南西100丁目の交差点西に位置している。空港道路は北でワシントン州道99号線と州間高速道路5号線に、南でワシントン州道526号線に接続している。高速道路の支線である州道526号線は、州間高速道路5号線とエバー・グリーン・ウェイを経由して、ペイン・フィールドとムキルテオおよびエバレットを結んでいる。

### 公共交通機関
旅客ターミナルにはコミュニティ・トランジットとエバレット・トランジットの2つのバス停がある。ターミナルの出発/到着エリアにあるバス停には、アムトラックとサウンド・トランジットのエバレット駅までの直行便エバレット・トランジット・ルートが発着している。コミュニティ・トランジットは、空港道路に沿って2つのルートを運行しておりターミナルから徒歩圏内にある停留所に発着している。バス・ラピッド・トランジットのスウィフト・グリーン・ラインは2019年3月下旬に開業し、ペイン・フィールドとシーウェイ・トランジット・センター、エバレット南部、ミルクリーク、ボセル北部を結んでいる。また、ラッシュ時には別の系統が同じ経路を辿ってボセル南部にまで向かっている。
また、サウンド・トランジットは2036年にペイン・フィールドにライトレール路線を延伸する予定である。